# 戦国魔神ゴーショーグン
『戦国魔神ゴーショーグン』（せんごくまじんゴーショーグン）は、1981年7月3日から同年12月28日まで東京12チャンネル → テレビ東京で放送されていたロボットアニメである。読売広告社と葦プロダクションの共同製作。全26話。

## 概要
フォーマットは王道的ロボットアニメながら、ドラマの主人公はケン太少年であり、その成長物語として基本的に彼の視線で話が進んでいく。敵味方3名ずつの軽妙洒脱なやり取りを見せるキャラクターにスポットが当てられ、メカアクション以上に、その会話と個性的な人物描写とに人気が集まった。特に、美形の青年でありながら、何事も自分自身の美学を行動原理とし、「美しい」「美しくない」を口癖とする、こだわりの変人・レオナルド・メディチ・ブンドル、乱暴者で八つ当たり用のロボットをやたらと蹴る・殴るが愛妻家のヤッター・ラ・ケルナグール、情緒不安定ですぐにカッとなるため精神安定剤が手放せないスーグニ・カットナルの、ドクーガ三幹部は、その人間臭い描写によってコミカルな作風に寄与していた他、ゴーショーグンのパイロット3名、敵方科学者のジッター博士も、それぞれギャグシーンで多々活躍している。

## あらすじ
2001年、国際社会に巧妙に根を下ろし、全世界を掌握せんとする悪の秘密結社ドクーガに、謎の男サバラスに率いられたグッドサンダー部隊が挑む。その面々が乗り込む移動要塞「グッドサンダー」は謎のエネルギー「ビムラー」が動力源であり、最大1万kmの距離を瞬間移動できる。だがドクーガも「ビムラー」を狙っていた。

## 登場人物

### グッドサンダー側
真田 ケン太（さなだ ケンた）
声 - 松岡洋子
この物語の主人公でありキーキャラクター。戦闘中に故障し、そのまま放置されたトライスリーを危険を承知で修理に向ったり、ドクーガの秘密工場に捕らえられたことを利用して兵器データを改ざんするなど、正義感と行動力をもつ少年でもある。しかし初期の頃は子ども嫌いのキリーに対して暴言を放ったり、自分が扱いやすくするために無断でキングアローのコックピットを改造するなど、多少気のきかない印象があった。
機械と心を通わせる能力を持ち、この世のメカに悪いものはいないと信じている。それが災いして、ドクーガのメカを攻撃できないというトラウマに一時期陥ってしまったことがあった。しかしそれが悪用されているメカを救うきっかけとなった。
物語の終盤、ビムラーが第3段階に移行したとき、ケン太の能力が全宇宙の意思＝ソウルによって送られたビムラーの影響で起きたことが判明する。その直後からケン太はコンピューターファザー内でありとあらゆる知識を学び、地球上の様々な意思との会話もできるようになった。最終回、ビムラーが第4段階に入ったとき、ビムラーを体内に取り込み、ビムラーに選ばれた生命体である地球のソウルとなった。そして地球の代表としてゴーショーグンに搭乗し、自然と話せる人たちを連れて旅立っていった。身長135cm、体重33kg、乙女座のO型で10歳（第1話時点）。
北条 真吾（ほうじょう しんご）
声 - 鈴置洋孝
戦闘機キングアローとゴーショーグンのメインパイロットを務めるチームリーダーにしてこの物語のもう一人の主人公。真面目だが、すぐに熱くなる熱血漢でもある。かつてドクーガ配下の組織ニューネロスが起こした爆弾テロで婚約者リリー・レーンを失っており、ドクーガに復讐を誓っている。
風呂場で浪花節を歌うのが趣味だが、かなりの音痴。戦いが終わった直後は周囲の期待がプレッシャーとなってアルコール依存症になり、定職に就く事もままならない状態だった。その後、風呂場で転んで足を複雑骨折する。
身長180cm、体重70kg、天秤座のA型で21歳。幼い頃に両親を亡くし、国連軍の諜報部員養成学校で育てられた過去を持つ。日本人であり、容姿もレミーやキリーが金髪碧眼なのに対し黒目黒髪で、古い時代の日本男児の典型像を引きずっている面がある。真面目で堅い性格故、ゴーショーグンパイロット3名の間や敵3幹部との掛け合いに参加はするものの、ツッコミ的発言が多く、自分から進んでキャラを崩すことは少なかった。
『その後の戦国魔神ゴーショーグン』以降の小説版や、OVA『戦国魔神ゴーショーグン 時の異邦人（エトランゼ）』では得意武器がスライドアクション式散弾銃と設定された。
キリー・ギャグレー
声 - 田中秀幸
戦闘機ジャックナイトのパイロットで、真吾とはいい意味でのライバル。どこまで本気かはともかく、時折レミーに言い寄る描写が見られる。他の二人がそれぞれのロボットのメインパイロットを担当しているのに自分は何もなし、とつぶやいていたこともある。以前は「ブロンクスの狼」と呼ばれた札付きの悪漢で、仲間の罪をかぶって懲役200年の刑を科せられていたが、刑務所から脱走してグッドサンダーに転がり込んだ。愛用武器はジャックナイフ。銃器に関してのこだわりはないらしく、サブマシンガンやレイガンなどを臨機応変に使用。
「俺には何も無かった」で始まる自叙伝、ブロンクスの狼を書いていたが、作中ではほとんど筆が進まなかったようである。戦いが終わった頃にこの自叙伝を完成させるがさっぱり売れず（自筆サイン本のみ売れた。他の作家に請われて、無償で許可を出して作成されたものはそれなりに売れたことが『その後の戦国魔神ゴーショーグン』で書かれている。）、ブロンクスの街でホットウルフ（要は「ホットドッグ」だが、自分は犬ではなく狼だとして商品に「ホットウルフ」と名付けているし、フレンチマスタードではなくワサビ、トウガラシなど各種辛いものを混ぜたオリジナルマスタードを使用。『その後』では1度食べたレミーはその後「カラシ抜き」で注文するようになる）スタンドを経営して糊口を凌ぐ羽目になる。ちなみに、昔観た化け猫映画がトラウマで猫が苦手。名前設定の由来は「霧隠才蔵」からで、後に小説『番外篇 幕末豪将軍』ではそのことがネタとなっている。身長180cm、体重82kg、獅子座のAB型、年齢は不詳。なお自叙伝は後の「時の異邦人」でも執筆しており、そのときには「ブロンクスの狼第1巻・改訂10版」となっていた。次回予告のナレーションの別れ際の決まり文句は「ふふん、また会おうぜ!」。
レミー島田（レミー しまだ）
声 - 小山茉美、高田由美（少女時代）
戦闘機クイーンローズのパイロットで、チームの紅一点。戦闘機がトライスリーに合体した時はメインパイロットを務めた。名前の由来は、脚本担当の首藤剛志が好きなブランデーの銘柄「レミーマルタン」、および放送当時国際的に話題となっていた女優・島田陽子から。小説『戦国魔神ゴーショーグン 時の異邦人』などでは、娼婦であった母親がフランスに出張に来ていた日本人商社マンと恋に落ちて産まれたのがレミーとされる。商社マンは本気ではなかったのか日本に戻り、その時に残されていた酒のレミーマルタンから名付けられたとされ、レミー本人は「安易だけど、同じ酒ならカミュ島田よりはまし」くらいの認識である。
グッドサンダーに来る前は腕利きの諜報員だったが、とある任務で失敗してしまい、自殺を図ろうとしたところをサバラスにスカウトされた。
明るく気さくな性格だが男運は最悪で、ドクーガ三幹部のブンドルを筆頭に変な男にばかり言い寄られた。料理は不得意で、作るものはいつも黒焦げになる。戦いが終わった後は野生動物保護官の仕事に就いた。身長168cm、体重51kg、スリーサイズはB85-W56-H86。水瓶座のB型だが、正確な年齢は不詳。同じB型のブンドルとは奇異な縁にあるが、まだ明確な関係は確立されていない。企画当初は終盤で犠牲となり、それによってケン太が成長するという展開が予定されていた。別れ際の決まり文句は「シー・ユー・アゲイン!」で、次回予告のナレーションにおいても彼女はこの言葉で締めくくるのが恒例であった。
『その後の戦国魔神ゴーショーグン』以降の小説版、『戦国魔神ゴーショーグン 時の異邦人（エトランゼ）』ではレミーの視点から物語が語られている。また、当初は幼少期〜壮年期、及び謎の少女と老婆の併せて七役をどうキャスティングするかとされた際、小山茉美は「一人七役？やる、やる！」と非常に乗り気であった。得意武器は44マグナムリボルバーに設定された。
OVA（オバ）
声 - 間嶋里美
オレンジ色をした非二足歩行型履帯式ロボット。身長150cm、体重125kg、年齢は作られてから3年目。手先はマジックハンド、頭部はレドーム状で顔は無い。身体を変形させて飛行する能力がある。
ケン太の教育用ロボであり、母親代わりでもある。ケン太からは、よく「オバさん」とさん付けで呼ばれてからかわれている。教育ロボであるため、自分の存在理由について悩むことがあった。あらゆる学問を身に着けているが、特に歴史に興味を示している様子（その理由は、自分が生まれてそれほど時間が経っていないため）。非戦闘用ロボットでありながらドクーガのスナイパーを押し潰すほどのパワーを持ち、コロッケだけだが料理も作れる。戦いが終わった後はロボット初の保育園園長になった。
小説『その後の戦国魔神ゴーショーグン』では、保育園園長が名誉職のようなものであることに不満を抱いており、ケン太の招聘に応じて宇宙へと旅立つ。その際にケン太以外の地球のソウルとなる子供たちと一緒だったが、無菌室で暮らす必要のある子供であっても簡単に全身に強力な滅菌措置が行えるメカの身体を誇りにしていた。
ケン太のいる星へ辿り着いた後、続編の小説には登場しない。
サバラス
声 - 小林修
グッドサンダーチームのリーダーで、真田博士の友人。真吾たち3人をスカウトした張本人でもある。真田博士の片腕としてビムラーの研究に参加していたが、そのすべてを知っているわけではなかった。常に冷静で使命を優先するので冷徹な人物と思われがちだが、存外情に厚いところもあり、また真吾たちの軽いノリに適度に合わせたり、OVAが作りすぎたコロッケからいち早く逃げ出すなど人間臭い一面も持ちあわせている。
禿頭でネオネロス皇帝と同じ外見をしている。元はネオネロス皇帝によって地球のソウルとなるべく作られた人間であり、自我に目覚めてドクーガから離反した。最終決戦後はグッドサンダーとともに姿を消した。身長185cm、体重125kg、それ以外はすべて不明。名前の由来はアメリカの俳優テリー・サバラスから。
『その後の戦国魔神ゴーショーグン』ではグッドサンダーチームとドクーガ三幹部を集め、グッドサンダーでケン太が目的とする星へと旅立ち、OVAやケルーナと共にその星に残留することとなる。
真田（さなだ）博士
声 - 寺島幹夫
フルネームは不明。ケン太の父親。ツングスカに落下したビムラーを発見し、来るべき時に備えグッドサンダーとゴーショーグンを密かに建造した。ビムラー論発表後、日本に帰国する途中にドクーガへの参加を強制されそうになり、自ら死を選ぶ。しかし彼はそれを見越しており、自分にもしもの事が起きたときに備えてサバラスにすべてを託していた。
コンピューターファザー
声 - 藤本譲
グッドサンダーのメインコンピューター。かなりの高性能で自らビムラーの研究を行うことが可能。非常時にはゴーショーグンを遠隔操縦し、サポートする。また、真田博士の人格がインプットされている。
実はビムラーが成長するエネルギーということを知っており、ビムラーが次の段階に入る時期が近づくとそれを実行するようにプログラムされていた。

### ドクーガ側
レオナルド・メディチ・ブンドル情報局長
声 - 塩沢兼人
ドクーガ三幹部の1人で、主に情報収集を担当している。貴族であり、自称メディチ家の子孫。初登場時は旗艦からヨハン・シュトラウス2世の「美しく青きドナウ」を大音量で流すなど、クラシック音楽を伴って現れる。
三幹部中唯一の美形キャラではあるが、「物事は常に美しくなければならない」という独特の美意識と価値観を持つ扱いにくい変人で、ナルシシズムの塊。自らの作戦が失敗しても動じず、高額の損失補填を求められても「もちろん潔く一括払いだ」と言い放っている。また「裏切りは醜い」としてドクーガに寝返った人間も容赦せず殺害するなど、自分が醜いと判断したものに対する嫌悪感が強い。ドクーガが崩壊した後に自身の美意識に基づいた研究結果を著した本を出版し、一大センセーションを巻き起こす。その後は行方不明、曰く「悪は闇に沈んでこそ美しいから」らしい。最近のマイブームは東洋美学らしいが、自室に焼き鳥屋の堤燈や祭りの屋台を飾ったりと、そのセンスは奇異である。「おぞましき2大怪物」ケルナグールとカットナルの、その彼らの妻や母親が「美しい」ことに驚愕する。彼が掌握している企業体の中には映画制作会社もあり、そこを使って罠を張ることもある。
身長185cm、体重72kg、蠍座のB型。年齢は不詳で、本人曰く「失礼な!」とのこと。最近は日本文化にはまっており、「尺八」の演奏が趣味で、好物は日本の「流しそうめん」とのこと。
『その後の戦国魔神ゴーショーグン』では、得意武器が日本刀に設定された。また、彼に対抗して女性を剥製化して美を堪能する歪んだ性癖の実弟がいるのが判明したが、レミーを標的にした際、この弟はブンドルに斬り殺されている。色々とわだかまりはあったが、最終的にゴーショーグン・チームに参加することとなる。酒を嗜み、質の低い酒では悪酔いする。このことが『またまた戦国魔神ゴーショーグン 狂気の檻』では事態解決のポイントの1つとなった。『4度戦国魔神ゴーショーグン 覚醒する密林』では異星にてフランス料理を再現するほどの料理の腕前も披露した。
ヤッター・ラ・ケルナグール司令官
声 - 郷里大輔
ドクーガ三幹部の1人で、戦闘司令を務めている。怒りっぽい性格で、八つ当たり用のロボット「ケルーナ」をそばに置いている。圧倒的な戦力を背景にした力押しの作戦を得意とするが、ゴーショーグンの偽物「ゴーナグール」をジッターに製作させるなど、彼なりにゴーショーグンの能力を研究していた。
実は三幹部唯一の既婚者であり、ケルナグール本人はアフリカの貧村出身だが、腕一つでプロボクシングの世界チャンピオンにまで上り詰めるがパンチドランカー症状となり引退。マネージャーだったヨーコがパンチドランカーにさせた責任もあって結婚したという経歴の持ち主。妻のヨーコは世界的な財閥「シラーキ・コンツェルン」の当主にして絶世の美女。妻の資本力で世界規模のチェーン店であるケルナグール・フライドチキン・チェーン、ケルドナルド・ハンバーガー・チェーンのオーナーを務めており、こちらが本業で莫大な収入を得ているなど意外な一面を見せた。自社CMでは自ら出演するのみならず、妻とも共演している。ドクーガ崩壊後は牛丼チェーンの展開も始めるなど、商売に専念したようだ。身長201cm、体重148kg、乙女座のO型で32歳。
『その後の戦国魔神ゴーショーグン』ではケルーナがおらず、戦闘で暴力を発散することができないために社会不適合者のようになってしまったが、ゴーショーグン・チームに参加することで輝きを取り戻す。ヨーコとは、ヨーコからの意向で、最後の一夜を共にした後に離婚に近い別れ方をしている（なお、当初は責任感で結婚したヨーコだが、それなりに相思相愛ではあった模様。また、明確には離婚したとは言及はされていない）。紳士的な一面もあり、レミーとのダンスシーンでは非常に優れたリードをとり、レミーを驚かせる。そのスムーズな身のこなし方はボクシングによるフットワークを窺わせた。
スーグニ・カットナル将軍
声 - 木原正二郎
ドクーガ三幹部の1人で、現場での前線指揮を担当している。肩にカラスを乗せた眼光鋭い隻眼の男。父親はアメリア国の大統領だったが、カットナルが子供の時に彼の目の前で暗殺され、自身もこのテロの巻き添えで片目を失う。さらにテロ事件の後、母親も彼を捨てて他の男の元へと走った。この事件がトラウマとなって情緒不安定な性格となり、精神安定剤が手放せなくなった。ケルナグールとはたびたび対立していたが、いざという時には息の合ったコンビネーションを見せる。
本業は医師。ドクーガでは製薬会社と観光業。映画館やテーマパークなどの娯楽産業を経営していた。
ドクーガが崩壊した後にアメリア国の大統領に就任したり、常用していた自作の精神安定剤を「カットナライザー」という商品名で売り出して大ブレイクするなど、冴えない後日談ばかりの主役男性陣とは雲泥の差の大出世を遂げている。本人が「母は美しい人でした……」と言う通り、母親はかなりの美人で、そっくりさんをCMに登場させたり、常に写真を持ち歩くほどに母親に畏敬と愛情の念を抱いている。身長183cm、体重78kg、魚座のAB型で41歳。
『その後の戦国魔神ゴーショーグン』では、核戦争の勃発危機の責任を取って大統領を辞任し、ゴーショーグン・チームに参加する。相棒のカラスを地球へ置いてきてしまったので、転移先の星でカラスに似た鳥の雛を助け、以後そのカラスもどきを二代目の愛鳥とする。また、一人でも踊れることからディスコダンスが得意で、マイケル・ジャクソンのスリラーなど完璧に踊ることができる。
ネオネロス皇帝
声 - 藤本譲
太古より地球を裏から支配してきたドクーガの黒幕。序盤は黒い影としての登場のみだったが、終盤その姿を現す。正体は宇宙から飛来した悪の意識体だった。最期はメカたちのソウルによって消滅した。
ゼニガスキー・ジッター博士
声 - 寺島幹夫
ドクーガに所属する兵器開発主任。真田博士とは大学で同学だが、真田博士が主席、ジッターが次席であったコンプレックスから彼をライバル視しており、真田博士開発のゴーショーグン打倒のためにさまざまなメカを開発する。そのためには金額に糸目をつけず、三幹部から開発費用として多額の資金を請求することもある。
三幹部に比べ印象が薄く、本人もそれには不満を持っており、「顔を映してくれ」というセリフを漏らした。ドクーガ崩壊後は中性子爆弾以上の兵器開発に没頭する。ちなみに最終話で月基地で製作していた「35身合体ゴッドネロス」は、劇場版でドクーガのCMに登場している。
小説『その後の戦国魔神ゴーショーグン』では、かなり性能は落ちるものの、空間跳躍を行える宇宙船「スピリット・オブ・メディチII」の開発に成功しており、グッドサンダーに同乗するのを潔しとしないブンドルに提供している。
ケルーナ
ケルナグールが連れているロボット。元々は幼児向けの八つ当たり用暴力発散ロボで、ボディは頑丈。戦闘能力や発声機能はない。
登場するたびにケルナグールに殴られていたが、ゴーフラッシャーを浴びた際に意志を持ち、ケルナグールの下より去った。
『その後の戦国魔神ゴーショーグン』ではグッドサンダーに同乗。OVAに求婚するが、あまり相手にされていない模様。
コンピューター・マザー
声 - 間嶋里美
ドクーガ側のメインコンピューターで、スイスはオールワールド銀行のドクーガ本部地下にある。グッドサンダー側のファザーと対になる存在として設定されていた。

### ゲストその他
アルーシャ
声 - 川浪葉子
キンバリー鉱脈の近くの森で真吾が出合った女性。廃坑になった鉱山をドクーガがダイヤモンド鉱山として引き取り、そこで強制的に働かされていた。真吾たちの呼びかけにより、村の住民とともに反乱を起こす。実は真吾のことが好きだったが、真吾は任務を優先したために別れた。しかし、最終決戦後に二人は結ばれている。
フランシス・ルグラン
声 - 池田秀一
画家であり、レミーのかつての恋人。任務に失敗したレミーをかばって生死不明となっていたが、実は生き延びてドクーガの援助の下に著名な画家となった。パリのモンマルトルでレミーと再会するも、その心は純粋な芸術家から汚れた守銭奴へと変貌しており、レミーからグッドサンダーの情報を手に入れてブンドルに売りつけようとする。
ブラン警部
声 - 広瀬正司
刑務所から脱走したキリーを追っていたニューヨークの警部。仲間に別れを告げるために戻ってきたキリーを見つけ、しつこく追いかける。しかし、真実を知ったブランはキリーを追うのを諦め、その場を立ち去るのだった。
シュミット・ヘンケン
声 - 伊武雅刀
通称「ブルーシャーク」と呼ばれるプロの壊し屋。真吾の元同僚で、リリー・レーンをめぐってはライバル関係にあった。ドクーガに雇われ真吾の命を狙うが、それはドクーガの目を欺く演技だった。
リリー・レーン
真吾の婚約者だったが、結婚式の当日、ニューネロスの無差別テロによって命を落とす。実は一人娘がおり、その娘はシュミットが引き取っている。
サントス
声 - 堀勝之祐
反ドクーガ勢力の国家･フェルコーナの大統領。だが実際は地球を牛耳る野望を抱いており、ドクーガが倒せぬグッドサンダーの破壊を画策、ビムラー第2段階の状態にあったグッドサンダーとドクーガが共闘するというシチュエーションを作り出す大元となった人物。ソーラシステムを利用したグレートサントス砲で衛星軌道から攻撃を仕掛けるが、グッドサンダーの捨て身の作戦によって砲もろとも死亡。なお、彼の屋敷にいたキリー評するところの90点以上の美女たちは、全員が武器を内蔵した女性型アンドロイドだった。
ジミー
声 - 山田栄子
ロンドンでケン太が出会った少年で、メカ好きでもある。最初は警戒していたが、同じメカ好きなことが分かったとたんに仲良くなる。小型メカ「ポポロ」を駆使して偵察や攻撃などを行う。
イザベル・クロンカイト
声 - 松尾佳子
ジャーナリストだった父の遺志を継ぎ、ドクーガの存在を追ううちにグッドサンダーチームの存在に気づき、無理やりグッドサンダーチームを取材しようとした。終盤では対ドクーガ組織のリーダーになる。戦いの終わったあとはキリーと良い仲になったが、小説『その後の戦国魔神ゴーショーグン』では既に別れている。

## 登場メカ

### 主人公側
ゴーショーグン
真田博士が製作した全高52.5m、重量720tの巨大ロボット。超シリコンカーバイド合金で作られており、意思を持つエネルギー「ビムラー」が動力源。ビムラーの成長とともにパワーアップする。
キングアロー、ジャックナイト、クイーンローズの3機のマシンがそれぞれ胸部、右脚部、左脚部に収納（合身）され、ゴーショーグンのコクピットになる。キングアロー以外の2機が欠けても操縦は可能だが、パワーはダウンしてしまう。メインパイロットは北条真吾が務める。
武装は、コスモビームを始めレッドインパルサー、ホルスタービームの各種ビームのほか、ゴースティック、スペースバズーカ、ゴーサーベル等の武器をグッドサンダーから転送される事で使用する。ビムラーが第2段階に進化した時にゴーフラッシャーが、第3段階に進化した時に相手メカに戦闘を拒否させるという攻撃、ゴーフラッシャー・スペシャルが使えるようになる。そして第4段階ではゴーフラッシャーを全方位に発射する事で多くのメカに意思を持たせることが可能になった。
なお、オープニングの歌詞にある「赤いボタン」とはコスモビーム発射ボタン、「青いボタン」とはゴーフラッシャー発射のためのレバーを出すボタンの事である。(それぞれ1話、10話でファザーが真吾に説明)
飛行しながら戦闘をすることが多い。地上戦を行うときもあるが、回数はあまり多くない。
終盤、ゴーショーグンはビッグソウルの意思によって製作されたことが判明した。また、ケン太が発見した古代の壁画にもゴーショーグンらしき絵が描かれており、ケン太はこの壁画を見たときに瞬時にゴーショーグンそのものという事を理解した。
トライスリー
キングアローが胴体と腰部、ジャックナイトが頭部と両腕、クイーンローズが脚部となり合体して完成する中型ロボット。メインパイロットはレミー島田。武器はミサイルやビームなど。主に牽制などに使われる。
強力な武装を施されていないため、戦闘能力はお世辞にも良いとは言えず、ドクーガがトライスリーを分析した際にも「偵察ロボ程度でも破壊が可能」という結論が出た。そのため、ドクーガの戦闘ロボットに太刀打ちできず、苦戦を強いられた。終盤ではドクーガの戦力が強力になったため、使用されなくなった。全高23m、重量135t。
グッドサンダー
真田博士が建造した巨大移動要塞。実質的に主人公側の組織ともいえる。コンピューター・ファザーによる制御で完全管理されており、僅かな乗員でも運行出来るようになっている。動力源はビムラーで、空間跳躍を行う他、各種武器をゴーショーグンに転送する機能を持つ。
ただし、空間跳躍は一度に5人の人間しか移動させることができず、また一度跳躍を行うとエネルギーチャージに10日間もの時間がかかるなど、連続使用ができないのが欠点である。跳躍できない10日の間にドクーガの情報網によってグッドサンダーの所在が判明し、攻撃が加えられるのが序盤のパターンだった。その欠点はビムラー第3段階に進化したことで解消している。物語中盤にビムラーが第2段階に進化した以降は、グッドサンダーの破壊が太陽系そのものの消滅に繋がりかねないとの判断から、ドクーガは直接攻撃から搭乗員を個々に攻撃するよう方針変更した。ただしビムラー第3段階では破壊力が徐々に弱まり、その破壊力がゼロ=第4段階になったときがグッドサンダーとドクーガの決戦日となった。
名称は、戦国時代の武将真田幸村の根拠地「九度山」のもじりである。

### ドクーガ側
各幹部の旗艦は直接戦闘より、部隊の指揮を執る戦闘指揮艦としての要素が強い。ドクーガ艦の全ては大気圏内外両用型で、母艦的要素もあって艦載機も搭載している。
ブンドル旗艦
ブンドルが用いる白亜の宇宙戦艦。エンジンは4器。フォルムは水面に浮かぶ白鳥を模しているとされる。クラシック音楽を流しながら登場する。個艦名は小説版の続編では「スピリット・オブ・メディチ」とされるが、テレビ本編では呼称されない。最終回でゴーフラッシャーを浴びて意志を持ち、ブンドルに反抗したため、『その後の戦国魔神ゴーショーグン』では後継艦「スピリット・オブ・メディチII」を使用。IIはごく短距離ならば瞬間移動でき、グッドサンダーの瞬間移動とタイミングを合わせて瞬間移動することで、長距離移動も可能。しかし、敵の攻撃で撃沈された。
カットナル旗艦
カットナル将軍の宇宙戦艦。塗装は灰色。双胴を艦首と艦尾で繋いだ三胴（正確には四胴）形式。エンジンは計5器。個艦名は「ファントム・オブ・クロウ」だが、これも本編では呼称されない。ブンドル旗艦同様、最終回でゴーフラッシャーを浴びて意志を持ち、カットナルの命令を拒否したが、ブンドル艦ほど主との関係は悪くなかったらしく、後にカットナル・ケルナグールと行動を共にしている。
ケルナグール旗艦
ケルナグール司令官の専用艦で、艦首に衝角（ラム）を持つ茶色の宇宙戦艦であるが、劇中未使用。エンジンはメイン、サブを各2基ずつ。ケルナグールはケルーナと共に乗り込む。最終回直前の第25話でゴーフラッシャーを浴び、艦が戦闘拒否の上に自爆してしまったため、ケルナグールのみは最終回で旗艦ではなく戦車に搭乗して部隊を指揮していた。小説版でも個艦名は取り上げられず、不明のままである。
重戦艦/軽戦艦
ドクーガの主力艦。第4話まで対ゴーショーグン用のメカが無かったので、これらの宇宙戦艦を主戦力としていた。それ以降の回での登場はめっきり減ったものの、毎回オープニングアニメで、インパクター編隊とともに攻撃を掛ける重戦艦の勇姿を見ることはできる。長方形の箱形をした軽戦艦は重戦艦の半分程度のサイズ。
インパクター
オレンジ色をしたドクーガの単発単座戦闘機。武装は翼端に装備したビーム砲2門。VTOL性能がある。大編隊で襲いかかるが、トライスリーにも撃退される。
戦闘ヘリ
ドクーガの戦闘ヘリコプター。ミサイル2器とロケット弾ポッドで武装している。
スナイパー
白い骸骨の形状をした等身大の量産型アンドロイド兵。戦艦やインパクターなどに搭乗するほか、小銃や火炎放射器を装備して白兵戦にも対応する。コマンダーに比べると戦闘能力は低いが、道具を器用に扱える。また、人間に変装して諜報活動なども行う。仲間とのやりとりも身振り手振りで行う。
ドクーガの戦闘要員の殆どはこうしたロボット・アンドロイド兵である。
コマンダー
前後同型の形をした量産型ロボット兵。スナイパーより大型で戦闘に特化しており、両手はビーム砲になっているので五指はなく、頭部も存在しない。
対ゴーショーグン用巨大メカ
ビムラー奪取が本格化した後、ゴーショーグンに対抗するために建造された巨大メカ。「デビラー」「ゴーナグール」のような巨大戦闘ロボットばかりではなく、「シャンデラー」や「ドカーブ」といった四肢を有さぬ非ロボット兵器も多い。「○○獣」のような統一した兵器名は特に決まっておらず、「格闘戦士」「機動凶艦」「機鋼戦士」「遊動空艇」「戦国恐神」とバラエティに富む。

## 用語
ドクーガ
本編での悪の組織たる秘密結社。国際社会に巧妙に根を下ろし、グッドサンダー、ゴーショーグンと戦いを繰り広げる。その最大の目的は、経済・軍事での全世界の掌握にある。
上述のように、極めて個性の強い幹部たちによって運営されている。幹部が収入を得るための本業を別に持っており、作戦失敗時の損失はその作戦を遂行した幹部が自身の資産で補填しなければならないなど、ドクーガそのものにも他の悪の組織とは一線を画した特徴がある。
名前の由来は、真田幸村の敵だった「徳川」である。
ビムラー
宇宙の意識体である「ビッグソウル」によって生み出された超エネルギー。地球上の生命誕生や進化を促したのもビムラーによるものと言われている。
物語初期には物質移動を促すエネルギーとして扱われ、第2段階では宇宙より飛来したビムラーと融合することによって破壊力のあるエネルギーに変わった。そして第3段階で地球の中心核から発生したビムラーと融合したときにメカに自我を目覚めさせる能力を持つようになり、第4段階ですべてのメカを争いから引き離すという能力を持つに至った。その現象はケン太の誕生日に合わせて起きている。
ビムラーは云わば「地球に与えられた試練」であり、「地球を善き方向に導く水先案内人」でもある。そしてビムラーに選ばれた生命体（ケン太）の体内に融合し、ソウルそのものになったとき、ビムラーは地球を飛び立ち、宇宙の彼方へ旅立っていった。

## スタッフ
- 企画 - 佐藤俊彦
- プロデューサー - 相原義彰、加藤博
- 原作・構成 - 首藤剛志
- キャラクターデザイン - スタジオZ5（本橋秀之、平山智）
- メカニックデザイン - 佐藤元、亀垣一
- 色彩設定 - 永江由利
- 美術設定 - 勝又激
- 設定助手 - 市原勝義
- 編集 - 辺見俊夫、山崎昌三
- 音響監督 - 松浦典良
- 音楽 - あかのたちお
- 製作 - 読売広告社、葦プロダクション

## 主題歌
オープニングテーマ - 「ゴーショーグン発進せよ」
作詞 - 荒木とよひさ / 作曲・編曲 - あかのたちお / 歌 - 藤井健
エンディングテーマ - 「21Century〜銀河を越えて〜」
作詞 - 荒木とよひさ / 作曲・編曲 - あかのたちお / 歌 - 藤井健
両曲を収録したEPレコードが、ビクター音楽産業から発売された。1994年には、同じくビクターからCD『アニメ・サウンド・ミュージアム VOL.1』に収録された形での再発売が行われた。このCDには、本作と同じ時期にビクターが関わった作品群（『ゴールドライタン』『おはよう!スパンク』『まいっちんぐマチコ先生』『ときめきトゥナイト』など）の主題歌も収録されている。

## 各話リスト
| 話数   | 放送日        | サブタイトル                | 脚本              | 絵コンテ       | 演出       | 作画監督 |
| ------ | ------------- | --------------------------- | ----------------- | -------------- | ---------- | -------- |
| 第1話  | 1981年 7月3日 | ゴーショーグン発進せよ      | 首藤剛志          | 日高麗         | 湯山邦彦   | 田中保   |
| 第2話  | 7月10日       | 激闘 トライスリー           | 首藤剛志          | 西村純二       | 西村純二   | 上条修   |
| 第3話  | 7月17日       | リトルファイターGO          | 渡辺由自          | ゆやまくにひこ | 大庭寿太郎 | 神宮慧   |
| 第4話  | 7月25日       | 危険ないたずら              | 渡辺由自          | 落合正宗       | 乾国義     |          |
| 第5話  | 8月1日        | 地獄のファンタジーランド    | 首藤剛志          | 網野哲郎       | 大庭寿太郎 | 田中保   |
| 第6話  | 8月7日        | 光る眼の悪魔                | 山崎昌三          | 落合正宗       | 湯山邦彦   | 神宮慧   |
| 第7話  | 8月14日       | 隠し砦の仲間達              | 湯山邦彦          | 西村純二       | 西村純二   | 上条修   |
| 第8話  | 8月21日       | ゴーショーグン帰還せず      | 山崎昌三          | 日高麗         | 大庭寿太郎 | 松岡秀明 |
| 第9話  | 8月28日       | ダイヤモンドは燃えつきて    | 渡辺由自          | 落合正宗       | 西村純二   | 田中保   |
| 第10話 | 9月4日        | 恐るべしビムラーの謎        | 首藤剛志          | 日高麗         | 湯山邦彦   | 神宮慧   |
| 第11話 | 9月11日       | 花束を君に                  | 首藤剛志 渡辺由自 | 西村純二       | 西村純二   | 上条修   |
| 第12話 | 9月18日       | 別れのモンマルトル          | 首藤剛志 木下薫   | 落合正宗       | 大庭寿太郎 | 田中保   |
| 第13話 | 9月25日       | 暗黒街の激斗                | 渡辺由自          | 日高麗         | 湯山邦彦   | 神宮慧   |
| 第14話 | 10月5日       | ひとりぼっちのOVA           | 渡辺由自          | 日高麗         | 西村純二   | 神宮慧   |
| 第15話 | 10月12日      | 熱砂の女王                  | 富田祐弘          | 葛岡博         | 長尾粛     | 松岡秀明 |
| 第16話 | 10月19日      | さらば青春の日々            | 首藤剛志          | 湯山邦彦       | 湯山邦彦   | 田中保   |
| 第17話 | 10月26日      | グッドサンダー危機一発      | 首藤剛志 山崎昌三 | 西村純二       | 西村純二   | 上条修   |
| 第18話 | 11月2日       | ケン太 ゴーショーグンに乗る | 渡辺由自          | 落合正宗       | 大庭寿太郎 | 落合正宗 |
| 第19話 | 11月9日       | 叩け! ロンドン秘密基地      | 富田祐弘          | 落合正宗       | 長尾粛     | 落合正宗 |
| 第20話 | 11月16日      | 宇宙中継これがドクーガだ    | 首藤剛志          | 湯山邦彦       | 湯山邦彦   | 松岡秀明 |
| 第21話 | 11月23日      | 皇帝の陰謀                  | 渡辺由自          | 大庭寿太郎     | 大庭寿太郎 | 神宮慧   |
| 第22話 | 11月30日      | 浮上 地底からの謎           | 首藤剛志          | 落合正宗       | 湯山邦彦   | 田中保   |
| 第23話 | 12月7日       | 暴走グッドサンダー          | 首藤剛志          | 西村純二       | 西村純二   | 上条修   |
| 第24話 | 12月14日      | 海の敵を叩け                | 首藤剛志          | 大庭寿太郎     | 大庭寿太郎 | 松岡秀明 |
| 第25話 | 12月21日      | 決戦 秒読み開始             | 首藤剛志          | 落合正宗       | 長尾粛     | 田中保   |
| 第26話 | 12月28日      | 果てしなき旅立ち            | 首藤剛志          | 湯山邦彦       | 湯山邦彦   | 田中保   |

## 次回予告
次回予告のナレーションは、主要登場人物のいずれか（敵味方を問わず）の担当声優が行っていた。複数人での掛け合いが行われることもあった。BGMは、ゴーショーグンの合体シーンに使われている「トリプル・ドライブ」。

## 放送局
系列は制作局での本放送当時のもの、放送時間は個別に出典が提示されているものを除き1981年11月中旬 - 12月上旬時点のものを使用する。
| 放送対象地域   | 放送局                      | 系列           | 放送日時                                                                                        | 備考         |
| -------------- | --------------------------- | -------------- | ----------------------------------------------------------------------------------------------- | ------------ |
| 関東広域圏     | 東京12チャンネル テレビ東京 | 独立局         | 金曜 17:00 - 17:30 （第1話 - 第13話） 月曜 18:00 - 18:30 （第14話 - 第26話）                    |              |
| 兵庫県         | サンテレビ                  | 独立UHF局      | 金曜 17:00 - 17:30                                                                              |              |
| 宮城県         | ミヤギテレビ                | 日本テレビ系列 | 土曜 9:00 - 9:30（1981年8月22日まで）→ 土曜 7:00 - 7:30（1981年8月29日から）                    |              |
| 福島県         | 福島中央テレビ              | 日本テレビ系列 | 土曜 7:30 - 8:00（1981年11月21日まで）→ 土曜 18:00 - 18:30（1981年11月28日から）                |              |
| 新潟県         | テレビ新潟                  | 日本テレビ系列 | 日曜 10:30 - 11:00（1981年9月まで）→ 月曜 18:00 - 18:30（1981年10月から）                       |              |
| 中京広域圏     | 中京テレビ                  | 日本テレビ系列 | 日曜 9:00 - 9:30                                                                                |              |
| 広島県         | 広島テレビ                  | 日本テレビ系列 | 土曜 9:00 - 9:30（1981年7月25日 - 9月26日）→ 日曜 7:00 - 7:30（10月4日 - 1982年1月31日）        |              |
| 福岡県         | 福岡放送                    | 日本テレビ系列 | 土曜 7:00 - 7:30                                                                                | 先行放送     |
| 熊本県         | 熊本県民テレビ              | 日本テレビ系列 | 土曜 7:45 - 8:15                                                                                | [ 9 ]        |
| 北海道         | 北海道文化放送              | フジテレビ系列 | 土曜 6:40 - 7:10（1981年7月18日 - 9月26日） → 金曜 6:40 - 7:10（1981年10月2日 - 1982年1月15日） |              |
| 山形県         | 山形テレビ                  | フジテレビ系列 | 金曜 17:00 - 17:30                                                                              |              |
| 富山県         | 富山テレビ                  | フジテレビ系列 | 金曜 16:50 - 17:20                                                                              |              |
| 山梨県         | テレビ山梨                  | TBS系列        | 月曜 - 金曜 16:50 - 17:20                                                                       |              |
| 岡山県・香川県 | 岡山放送                    | フジテレビ系列 | 土曜 7:30 - 8:00                                                                                |              |
| 鹿児島県       | 南日本放送                  | TBS系列        | 木曜 17:25 - 17:55                                                                              | 1983年に放送 |

## 劇場版

### 戦国魔神ゴーショーグン（劇場版）
1982年4月24日、東映系で公開。第17話と第20話を中心に作製された番外編。同時上映は『浮浪雲』。

#### スタッフ
- 監督 - 湯山邦彦
- 脚色 - 首藤剛志
- 原案 - 首藤剛志
- 製作 - 佐藤俊彦
- プロデューサー - 小野寺修一、山家靖郎、加藤博、梅原勝
- 作画監督 - 田中保
- 美術 - 勝又激
- 音楽 - あかのたちお

#### 主題歌
主題歌「涙の法則」
作詞 - 荒木とよひさ / 作曲 - あかのたちお / 歌 - はねおか仁
挿入歌「FLASH LADY」
作詞 - 荒木とよひさ / 作曲 - あかのたちお / 歌 - はねおか仁

## OVA

### 戦国魔神ゴーショーグン 時の異邦人（エトランゼ）
1985年5月10日に徳間書店から発売。
レミー中心に物語が展開するテレビシリーズの後日談である。ドクーガとの戦いが終結してから40年後、レミーは病魔に冒されていた。真吾とキリーに再会すべく博物館へ急ぐレミーは事故に巻き込まれ危篤に陥る。元々病魔に冒されていてさらに重傷を負ったレミーは生存率は1%もないと医者から宣告され、医者の手配もされずに放置されそうになるが、駆け付けた医師会長のカットナル他、元ドクーガ三幹部がそれを回避させる。レミーを案ずるかつての仲間たちを傍らに、病床のレミーは精神内の不思議な街で仲間と共に逃れられない自分の運命と戦っていた。
テレビシリーズの主人公でもある真田ケン太や主役ロボットのゴーショーグンも登場せず（博物館に模型のみ登場）、全体的にシリアスなストーリーとなっており、実質レミーを主役に据えたスピンオフ作品といえる。

#### キャスト
- 女の子 - 高田由美

#### スタッフ
- 監督 - 湯山邦彦
- 製作 - 徳間康快、佐藤俊彦
- プロデューサー - 尾形英夫、加藤博
- ゼネラルプロデューサー - 山下辰巳
- 出版プロデューサー - 鈴木敏夫、高橋望
- 制作プロデューサー - 梅原勝
- 企画 - 徳間書店、葦プロダクション
- 原作・脚本 - 首藤剛志
- キャラクターデザイン / 総作画監督 - 本橋秀之
- 作画監督 - 川筋豊
- 作画レイアウト - 清水恵蔵、平田智浩
- 原画 - 長岡康史、奥野元子、羽原信義、栗井重紀、田村英樹、菊池通隆、上妻晋作、市角博継、工藤柾輝、池上裕之、和田卓也、大島利恵 、四分一節子、小林ゆかり、鈴木伸一、松田芳明、小椋真由美、佐々木正克、伏田光宏、前島健一、大島秀範、村田美樹子
- 美術監督 - 新井寅雄
- 撮影監督 - 橋谷誠一
- 編集 - 辺見俊夫、正木直幸、関一彦
- 音楽 - あかのたちお
- 音響監督 - 松浦典良
- 音楽製作 - 三浦光紀、平田久男

#### 主題歌
主題歌「時の異邦人」
作詞 - リリィ / 作曲 - 小島良喜 / 歌 - 桑名晴子
挿入歌「真夜中のメリーゴーランド」
作詞 - リリィ、桑名晴子 / 作曲 - 桑名晴子 / 編曲 - 小島良喜 / 歌 - 桑名晴子

## オリジナルドラマ編レコード
- 闇よ美しくあれ
A面はブンドル局長を主役にした、テレビ版第1話を中心とするリメイクストーリー。B面はミニドラマが6本収録されている。
  - 闇よ美しくあれ（A面）
  - 1.ケン太さまのお通りだい（以下B面）
  - 2.愛のゆくえ
  - 3.別れのもんまるとおる
  - 4.キリーわが友
  - 5.ぼくのOVA
  - 6.ゴーショーグンGO!!

## 小説版
首藤剛志によるノベライズ版が、徳間書店よりアニメージュ文庫として出版された。
『戦国魔神ゴーショーグン』はテレビシリーズ、『戦国魔神ゴーショーグン 時の異邦人』は同名作品のノベライズ。それ以外は、後日談としてのオリジナルとなっている。レミーの視点から物語が語られることが多く、レミー、真吾、キリー、ブンドル、カットナル、ケルナグールの6人はいつしか「ゴーショーグン・チーム」と呼ばれることになる。
主役ロボのゴーショーグンは『その後の戦国魔神ゴーショーグン』以降は、基本的に登場しない（番外編の『幕末豪将軍』に豪将軍が出るが、二宮金次郎スタイルの手作りロボである）。
作中のイラストは『戦国魔神ゴーショーグン』がなにわ♡あい（『時の異邦人』の巻末も担当）、『その後の〜』が、グループ・コーヒートウニウとなにわ♡あい、『狂気の鑑』から『はるか海原の源へ』までは天野喜孝、『番外篇』はさかもとえみ、『番外篇2』は羽原久美子が担当している。
戦国魔神ゴーショーグン （1982年12月）
登場人物間の掛け合いが多く「……」と○○が言った。の繰り返しが増え、特に戦闘シーンではテンポが悪いということで作中で登場人物による会議が行われ、各人のシンボルマークの下に台詞という脚本形式の記述となった。シンボルマークは、レミー：猫の顔、真吾：桜の花、キリー：狼の顔、ブンドル：薔薇、カットナル：カラス、ケルナグール：フライドチキン。
その後の戦国魔神ゴーショーグン （1983年4月）
ドクーガとの戦いの後、レミーはマスコミの取材に疲れてアフリカで動物管理官に、真吾はアルコール依存症気味に、キリーは「ホットウルフ」を焼きながら自伝を書き、ブンドルは「宇宙美学論」を上梓後行方不明、カットナルは大統領に当選、ケルナグールは愛妻ヨーコ夫人と共に暮らしていた。そんなレミーの元にケン太が地球に帰ってくるという知らせが入る。ブンドルの双子の弟、カインに狙われながら、レミーはかつての仲間を訪れて行く。
かつての仲間、敵同士の6人は、ケン太に誘われて、地球のソウルたちが旅立っていった惑星へたどり着く。そこではボロボロになったゴーショーグンが悪の意識体からソウルたちを護っていた。自身では動けなくなっていたゴーショーグンを手助けするために6人は乗り込み（もはや3人では動かせない状態になっていた）、悪の意識体との決戦を行う。
またまた戦国魔神ゴーショーグン 狂気の檻 （1983年12月）
前巻の最後での戦いの結果、時空間の歪みに投げ込まれたレミー、真吾、キリー、ブンドル、カットナル、ケルナグールの6人は、救世主ゼノアが支配する惑星クーアノアへ飛ばされた挙句にゼノアによって洗脳され、別人として暮らしていた。クーアノアは地球と非常に似通っていながら全く異なる価値観を持っており、「雨」という言葉を忌み嫌っていた。
事故を起こし、言ってはならない「雨」という言葉を発したためにレミーは追われ、ゼノアへの反乱グループと知り合う。
4度戦国魔神ゴーショーグン 覚醒する密林 （1984年8月）
クーアノアを脱出した6人が冷凍睡眠から目覚めると、緑に覆われた惑星ジルの近くだった。異星人部隊の一員として6人は惑星ジルに降り立つことになる。
ビッグソウルが惑星ジルで選んだのは、ジルの人類ではなく、ジルの人類と敵対している1匹の有翼の豹だったのだ。
戦国魔神ゴーショーグン 時の異邦人（エトランゼ） （1985年4月）
上述の映画のノベライズ版。『覚醒する密林』の続編的要素が無いので番外編だと思われる。
はるか海原の源へ （1986年2月）
瞬間移動でゴーショーグン・チームがたどり着いた惑星は、全体が海に覆われていた。惑星唯一の陸地に不時着してみると、そこには「ムピ」という物質により互いの心どころこか動物たちとも心を通わせることができる人々がいた。
ゴーショーグン・チームはその星で、良き意志に見えて、実は残酷、身勝手でエゴな存在であると「自分たちを翻弄する、何処かの誰かさん」の正体に勘付き、その存在と敵対する意志を固める。
番外篇 幕末豪将軍 （1988年7月）
ゴーショーグン・チームがたどり着いたのは幕末期の日本。6人バラバラになり、レミーは蝦夷地で鞍馬天狗となり、キリーは清水次郎長一家の世話になり、ケルナグールは相撲取りになり、カットナルは井伊直弼を治療する医師になり、真吾が坂本龍馬に力を貸し、ブンドルは新撰組に入隊。しかし、どうも歴史の流れがおかしい。この時代でも既にドクーガは世界の闇に席捲していたのだ。ドクーガの試作戦車部隊を手作りロボ豪将軍が迎え撃つ。
番外篇2 美しき黄昏のパバーヌ （1991年6月）
ゴーショーグン・チームがたどり着いたのは15世紀のヴェネツィア共和国。そこでメディチ家の末裔を名乗るイザベル・デ・メディチと出会う。
小説版の次回作かつ完結編として『鏡の国のゴーショーグン』が予告されていたが、2010年に首藤が永眠した事により未完に終わった（『はるか海原の源へ』の後書きでビッグソウルと対決することを匂わせていた）。

### イメージレコード
『その後の戦国魔神ゴーショーグン』は、アニメージュレコードから楽曲とミニドラマを収録したLPレコード、カセットが1983年発売されている。

#### 収録内容
ドラマパートの登場人物は、レミー、真吾、キリー、ブンドルの4名。声優は本編に同じ。
A面
1. イントロダクション〜LEMYの語り
2. ルウェンゾリの恋人 - カインのアジトから逃げ出したレミーはブンドルと再会する。
3. ブロンクス・ホット・ウルフ - レミーの訪問を受けてキリーは自伝の感想を聞く。レミーが去った後、キリーはオリジナルのホットドッグであるホット・ウルフの作り方を子分に教える決意をする。
4. THEME OF SHINGO - レミーは自堕落に酔っ払いとなった真吾を訪れる。
5. 交響曲作品一番「宇宙の美」 - ブンドルが作曲した……という設定の交響曲。

B面
1. A SONG OF LEMY
2. CHASING HOPE
3. 砂漠の戦い - レミー、真吾、キリーによる戦闘時の掛け合い。レミーは真吾に再会の乾杯はビールかシュナップス（ドイツで呑まれるジャガイモを原料としたアルコール度数の高い蒸留酒）か問うが、依存症から立ち直った真吾はリンゴジュースと応える。
4. 七万光年の旅
5. さらば新しい人間達

## ゲーム
スーパーロボット大戦シリーズに出演している。主人公の真田ケン太が登場するのはαシリーズの2作品とX-Ωのみで、それ以外の作品ではゴーショーグンパイロット3人とドクーガ三幹部しか登場しないことも多い。
- スーパーロボット大戦EX
- 第4次スーパーロボット大戦
- 第4次スーパーロボット大戦S
- スーパーロボット大戦F
- スーパーロボット大戦F完結編
- スーパーロボット大戦64
- 第2次スーパーロボット大戦α
- 第3次スーパーロボット大戦α
- スーパーロボット大戦NEO
- スーパーロボット大戦Operation Extend
- スーパーロボット大戦X-Ω